# Ctenosciaena gracilicirrhus
Ctenosciaena gracilicirrhus és una espècie de peix de la família dels esciènids i de l'ordre dels perciformes.

## Morfologia
- Els mascles poden assolir 21 cm de longitud total.[3][4]

## Alimentació
Menja principalment gambes.

## Hàbitat
És un peix marí, de clima tropical (13°N-34°S, 77°W-38°W) i demersal que viu entre 10-130 m de fondària.

## Distribució geogràfica
Es troba a l'oceà Atlàntic occidental: des de Nicaragua fins al sud del Brasil.

## Observacions
És inofensiu per als humans.